# 기타아이즈군

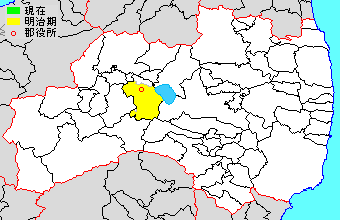
후쿠시마현 기타아이즈군 범위

기타아이즈군(일본어: 北会津郡)은 후쿠시마현에 있던 군이다.

## 군역
1878년(메이지 12년)에 행정 구역으로 출범할 당시의 군 지역은 아이즈와카마쓰시의 대부분에 해당한다.

## 역사

### 군 출범 이전
- 막말 시점에는 무쓰국에 속한 아이즈번령이었다. 아이즈군에 속한 지역 중 기타아이즈군 지역에 속한 마을은 메이지 원년 시점으로 1정 149촌이었다.
- 1868년 아이즈 전쟁에서 아이즈번이 신정부군에 항복하고 영지를 몰수당해 옛 아이즈번령은 와카마쓰 민정국이 설치되었다.
- 1869년 무쓰국이 분할되어 아이즈군은 이와시로국 소속이 되었다. 와카마쓰 민정국을 폐하고 와카마쓰현이 설치되었다.
- 메이지 9년(1876년) 제2차 부현 통합으로 후쿠시마현 관할이 되었다.

### 군 출범 이후
- 메이지 12년(1879년) 1월 27일, 군구정촌 편제법 시행에 따라 아이즈군의 와카마쓰성 인근 67촌으로 기타아이즈군이 발족했다. (1정 67촌)
- 메이지 22년(1889년) 4월 1일, 정촌제 시행으로 아래의 마을이 발족했다. 전역이 현 아이즈와카미쓰시에 해당한다. (1정 10촌)
  - 와카마스정(若松町)
  - 미나토촌(湊村)
  - 고카이촌(蚕養村)
  - 에이와촌(栄和村)
  - 고자시촌(神指村)
  - 아라이촌(荒井村)
  - 다테노우치촌(舘ノ内村)
  - 가와나미촌(川南村)
  - 오토촌(大戸村)
  - 몬덴촌(門田村)
  - 히가시야마촌(東山村)
- 메이지 24년(1891년) 2월 13일: 고카이촌이 잇키촌(一箕村)으로 개칭.
- 메이지 32년(1899년) 4월 1일: 와카마쓰정이 와카마쓰시(若松市)가 되어 군에서 이탈. (10촌)
- 메이지 36년(1903년) 6월 3일: 에이와촌의 일부가 마치키타촌(町北村), 잔여부는 고야촌(高野村)이 발족. （11촌）
- 쇼와 12년(1937년) 4월 1일: 마치키타촌 일부가 와카마쓰시에 편입.
- 쇼와 26년(1951년) 4월 1일: 마치키타촌이 와카마쓰시에 편입. (10촌)
- 쇼와 26년(1951년) 4월 1일: 아라이촌과 다테노우치촌이 합병되어 아라타테촌(荒舘村)이 발족. (9촌)
- 쇼와 30년(1955년) 1월 1일: 몬덴촌, 미나토촌, 잇키촌, 고야촌, 고자시촌, 오토촌, 히가시야마촌이 와카마쓰시에 편입. 와카마쓰시는 아이즈와카마쓰시(会津若松市)로 개칭. (2촌)
- 쇼와 31년(1956년) 5월 1일: 아라타테촌, 가와나미촌이 합병하여 기타아이즈촌(北会津村) 발족. (1촌)
- 헤이세이 16년(2004년) 11월 1일: 기타아이즈촌이 아이즈와카마쓰시에 편입. 기타아이즈군이 소멸되었다.

## 같이 보기
- 아이즈군
- 미나미아이즈군